# العلاقات الجيبوتية الساموية
العلاقات الجيبوتية الساموية هي العلاقات الثنائية التي تجمع بين جيبوتي وساموا.

## مقارنة بين البلدين
هذه مقارنة عامة ومرجعية للدولتين:
| وجه المقارنة                                              | جيبوتي                    | ساموا                        |
| --------------------------------------------------------- | ------------------------- | ---------------------------- |
| المساحة (كم2)                                             | 23.20 ألف                 | 2.84 ألف                     |
| عدد السكان (نسمة)                                         | 956.99 ألف                | 196.44 ألف                   |
| الكثافة السكانية (ن./كم²)                                 | 41.25                     | 69.17                        |
| العاصمة                                                   | جيبوتي                    | أبيا                         |
| اللغة الرسمية                                             | لغة فرنسية، اللغة العربية | لغة إنجليزية، اللغة الساموية |
| العملة                                                    | فرنك جيبوتي               | تالا ساموي                   |
| الناتج المحلي الإجمالي (بليون دولار)                      | 1.84 مليار                | 856.63 مليون                 |
| الناتج المحلي الإجمالي (تعادل القوة الشرائية) بليون دولار | 3.10 مليار                | 1.15 مليار                   |
| الناتج المحلي الإجمالي الاسمي للفرد دولار أمريكي          | 1.95 ألف                  | 3.94 ألف                     |
| الناتج المحلي الإجمالي للفرد دولار أمريكي                 | 3.27 ألف                  | 5.79 ألف                     |
| مؤشر التنمية البشرية                                      | 0.470                     | 0.702                        |
| رمز المكالمات الدولي                                      | +253                      | +685                         |
| رمز الإنترنت                                              | .dj                       | .ws                          |
| المنطقة الزمنية                                           | ت ع م+03:00               | ت ع م+13:00                  |

## منظمات دولية مشتركة
يشترك البلدان في عضوية مجموعة من المنظمات الدولية، منها:
| علم المنظمة | اسم المنظمة                                                | تاريخ انضمام جيبوتي | تاريخ انضمام ساموا |
| ----------- | ---------------------------------------------------------- | ------------------- | ------------------ |
|             | وكالة ضمان الاستثمار متعدد الأطراف                         | 12 يناير 2007       | 27 سبتمبر 2002     |
|             | منظمة الشرطة الجنائية الدولية                              | ?                   | ?                  |
|             | مجموعة دول أفريقيا والكاريبي والمحيط الهادئ                | ?                   | ?                  |
|             | منظمة حظر الأسلحة الكيميائية                               | ?                   | ?                  |
|             | منظمة التجارة العالمية                                     | ?                   | ?                  |
|             | الأمم المتحدة                                              | 20 سبتمبر 1977      | 15 ديسمبر 1976     |
|             | العملية المشتركة للاتحاد الأفريقي والأمم المتحدة في دارفور | ?                   | ?                  |
|             | مؤسسة التمويل الدولية                                      | 1 أكتوبر 1980       | 28 يونيو 1974      |
|             | يونسكو                                                     | 31 أغسطس 1989       | 3 أبريل 1981       |
|             | مؤسسة التنمية الدولية                                      | 1 أكتوبر 1980       | 28 يونيو 1974      |
|             | البنك الدولي للإنشاء والتعمير                              | 1 أكتوبر 1980       | 28 يونيو 1974      |
|             | الاتحاد البريدي العالمي                                    | ?                   | ?                  |
|             | الاتحاد الدولي للاتصالات                                   | 22 نوفمبر 1977      | 7 أكتوبر 1988      |